# Arlette Ben Hamo
Arlette Ben Hamo, nata Moynié (Saint-Martin-de-Fontenay, 22 marzo 1930), è un'ex multiplista francese, campionessa europea del pentathlon.

## Biografia
Specialista della disciplina del pentathlon, prese parte a due edizioni dei campionati europei: a Bruxelles 1950, al battesimo europeo della specialità, vinse la medaglia d'oro, mentre a Berna 1954 giunse undicesima.

## Palmarès
| Anno | Manifestazione | Sede      | Evento     | Risultato | Prestazione | Note                  |
| ---- | -------------- | --------- | ---------- | --------- | ----------- | --------------------- |
| 1950 | Europei        | Bruxelles | Pentathlon | Oro       | 3 204 p.    | Record dei campionati |
| 1954 | Europei        | Berna     | Pentathlon | 11ª       | 4 106 p.    |                       |